# Tom Payne
Thomas Payne chamado Tom Payne (Lomas de Zamora, 4 de outubro de 1914 — Alfenas, 15 de setembro de  1996) foi um diretor e ator anglo-argentino de filmes brasileiros, nos estúdios da Companhia Cinematográfica Vera Cruz.

## Biografia
Viveu na Argentina até aos dezesseis anos, quando foi para a Inglaterra, tentar a pintura, mas acabou por trabalhar como figurante em filmes ingleses e em trabalhos de assistência à produção. Foi trazido por Alberto Cavalcanti para a Vera Cruz, onde dirigiu o segundo filme do estúdio, Terra é sempre terra. Em 1950, conhece Eliane Lage, a quem convida para os testes para a protagonista de Caiçara; em 1951, casa-se com ela, uma união que duraria 15 anos e renderia 3 filhos: Vivien, Thomas e Vanessa.
Fez outros três filmes. Seu maior sucesso foi Sinhá Moça, que ganhou onze prêmios internacionais, inclusive o Leão de Ouro, no Festival de Veneza.
Abandonou o cinema em 1956, indo morar em Guarujá, onde trabalhou como antiquário e construtor. Casou em segundas núpcias com Dalita Loch e em 1965 organizou no balneário um concorrido festival de filmes brasileiros. Faleceu em Alfenas, em 15 de setembro de  1996, de insuficiência respiratória.

## Filmografia
- 1950 - Terra é sempre terra
- 1951 - Ângela (filme)
- 1953 - Sinhá Moça (filme)
- 1957 - Arara Vermelha

## Fonte
- EWALD FILHO, Rubens. Dicionário de Cineastas. São Paulo: Cia. Editora Nacional, 2000.